# HD 75710
HD 75710 är en ensam stjärna belägen i den mellersta delen av stjärnbilden Seglet. Den har en skenbar magnitud av ca 4,94 och är svagt synlig för blotta ögat där ljusföroreningar ej förekommer. Baserat på parallax enligt Gaia Data Release 2 på ca 2,7 mas, beräknas den befinna sig på ett avstånd på ca 1 200 ljusår (ca 370 parsek) från solen. Den rör sig bort från solen med en heliocentrisk radialhastighet på ca 5 km/s.

## Egenskaper
HD 75710 är en vit jättestjärna av spektralklass A2 III, som har snabb rotation med en projicerad rotationshastighet på 110 km/s, vilket ger den en något tillplattad form med en ekvatorial radie som är 7 procent större än polarradien. Den har en radie som är ca 13 solradier och har ca 914 gånger solens utstrålning av energi från dess fotosfär vid en effektiv temperatur av ca 8 200 K.